# Boica (községközpont)

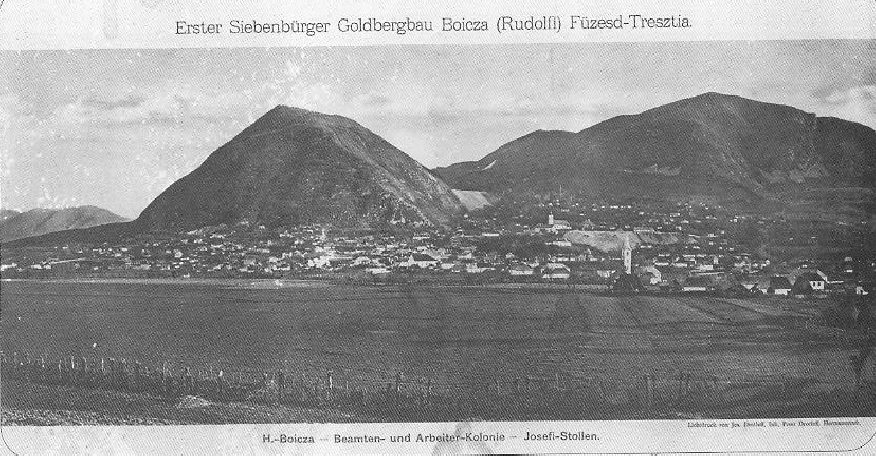
Boica látképe 1900 körül

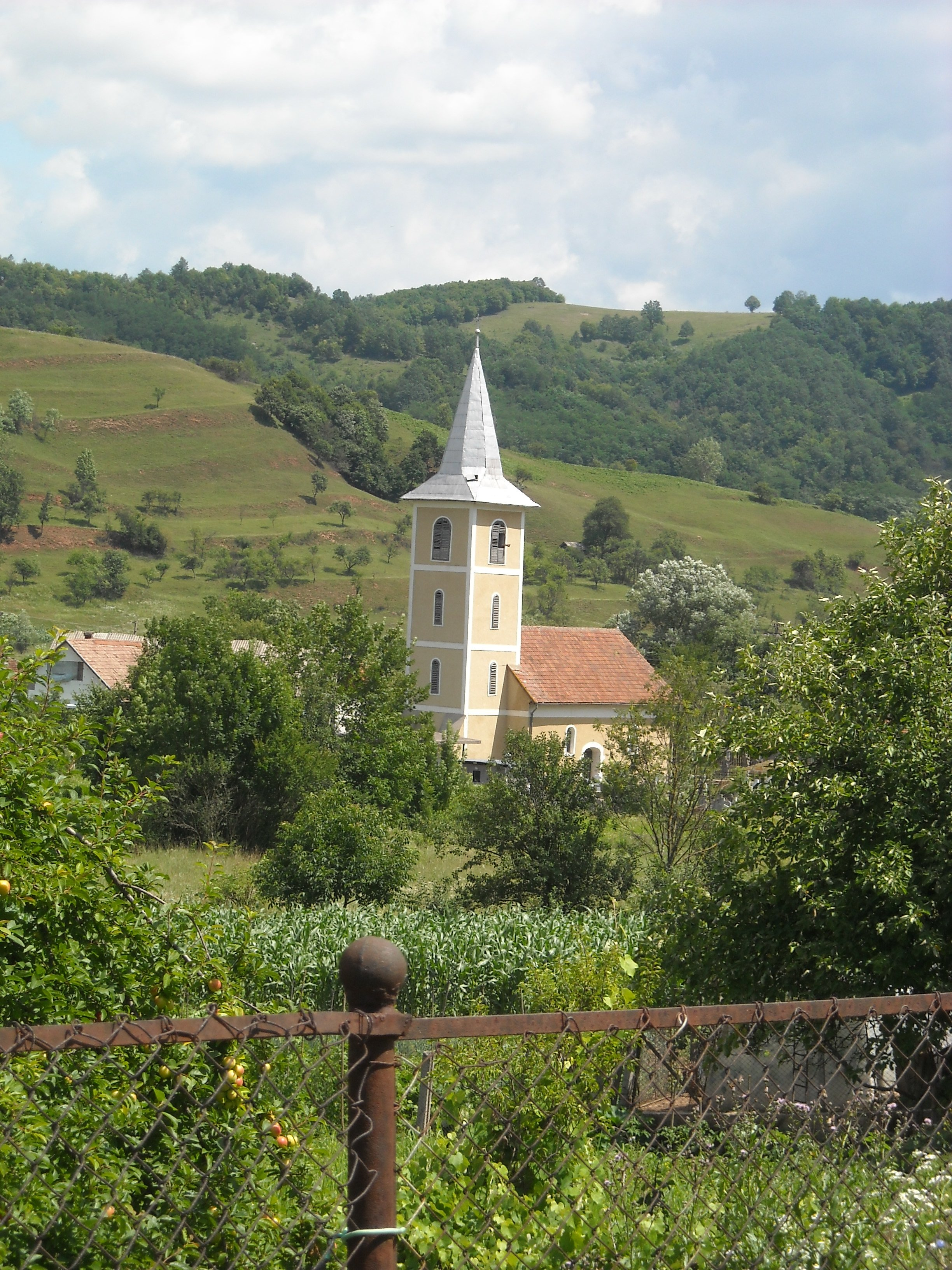
Az ortodox templom

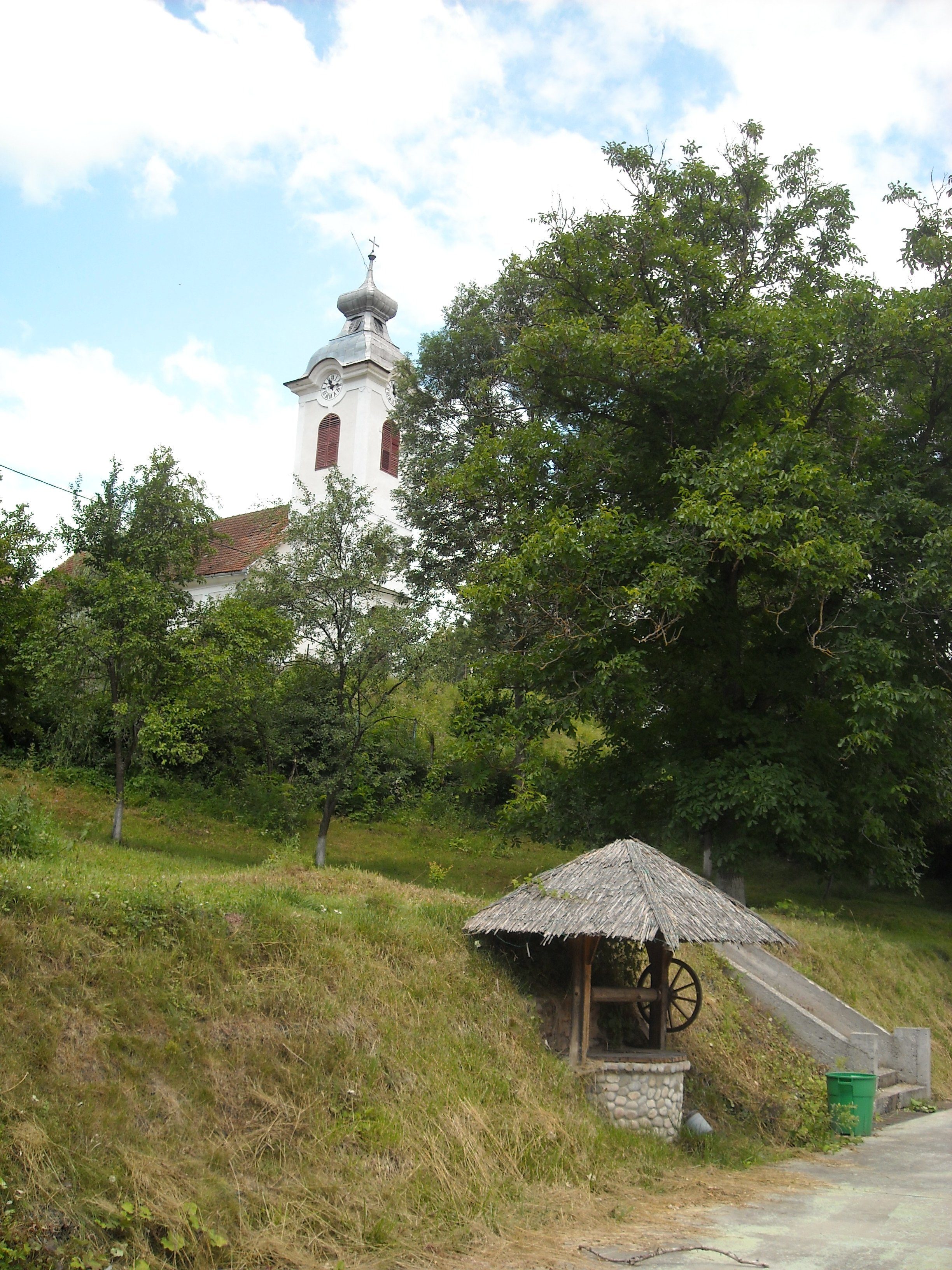
A római katolikus templom

Boica vagy Kisbánya (románul: Băița, népiesen Boița) falu, Boica község központja Romániában, Hunyad megyében.

## Fekvése
Az Erdélyi-érchegységben, Dévától 24 kilométerre északra fekszik, egy ÉNY–DK-i irányban húzódó, patkó alakú, kilenc kilométer hosszú és öt kilométer széles medencében, amelyet északon hét–kilencszáz, keleten kilencszáz–ezeregyszáz, délen pedig hat–hétszáz méteres hegyek fognak közre. A község területének művelési ágak szerinti megoszlása: 36% erdő, 27% legelő, 17% szántó és 13% rét.

## Nevének eredete
A Boica és a Kisbánya név azonos jelentésű (Nagybányá-nak Körösbányát nevezték). Először német eredetű néven mint Perneseyfen bukkan föl 1427-ben. Később 1444-ben Kysbanyah alio nomine Medwepathaka, 1750-ben Boicza.

## Története
Aranybányáit a rómaiak óta művelték. 1444-ben valószínűleg német lakosú bányaváros volt a világosvári uradalomban, Zaránd vármegyében (csak 1876-ban csatolták Hunyad megyéhez). 1525-ben oppidum, 13 családdal (11 jobbágy és két zsellér). Korábban a körösbányai uradalomhoz tartozott, ekkor külön kincstári uradalom központja lett. A 16. században valószínűleg folyamatosan folyt az aranybányászat. 1673-ban négy román jobbágy lakta, tíz fiúval. Bányáit 1742-ben a helyi román lakosság bérelte a kincstártól és művelte. 1766-ban mindössze 59 ortodox hívőt írtak össze benne. 1769-ben római katolikus kápolna épült. 1771-től a kincstár német, magyar és szlovák nyelvű, római katolikus bányászokat telepített be. 1784-ben már körülbelül háromszáz helyben lakó és környékbeli bányász dolgozott itt. 1804-ben 51 bányász visszautasította, hogy a bevezetendő új bérezési rendszer szerint dolgozzék és április 10-én nem vette fel a munkát. Április–májusban sikeresen tárgyaltak a nagyszebeni kincstárral bérük rendezéséről. Ekkor a bányákban 345-en dolgoztak, római katolikus egyházához pedig 590 lélek tartozott. 1827-ben a kincstártól a Moldovan és Petca családok által alapított Boicai Rudolf bányatársaság vette meg bányáit. 1846-ban német nyelvű római katolikus és román ortodox iskolája működött.
Lakói 1849. április 2-án küldöttséget menesztettek Csutak Kálmán elé, amely elfogadta a városra kivetett hadisarcot, ha Csutak elkerüli Boicát. A környékbeli falvakból 7-én nagy tömeg gyűlt össze a város mellett és az ott élő negyven magyar kiadatását követelték. Ekkor lakosai egy része a hegyekbe menekült. Csutak serege 14-én három oldalról körülvette, és bár ismét küldöttség ment eléjük megadást ígérve, betört a településre és a ki nem fizetett hadisarcot pusztítással és fosztogatással törlesztette. Csutak ezután két századnyi honvédet hagyott helyőrségként a városban. Ezeket május 19-én, Hatvani második abrudbányai expedíciója után vonták vissza Dévára.
Az akkor már fiú- és lányiskolára elkülönített római katolikus bányásziskolába 1884-ben vezették be a magyar tannyelvet. A Boicai Rudolf bányatársaságot abban az évben a pfalzi Heinrich Klein vette meg, aki 1887-ben Boica és Krecsunesd között megásatta a kétezer méteres Heinrich tárná-t, majd 1889-ben eladta az Első Erdélyi Aranybánya Rt.-nek. A társaság 1895-ben itt és Krecsunesden összesen 754 bányászt foglalkoztatott és 465 kg nyersaranyat termelt ki. 1887-ben nyílt meg első gyógyszertára, 1896-ban megalakult a Boiczai Takarékpénztár, 1897-ben pedig a Zarandeana bank.
1920-ban a bányákat előbb a német Harkort cég vette meg, majd a román Mica. Mivel veszteségesnek bizonyultak, utóbbi 1928-ban eladta egy helyi társulatnak, amely pedig a helyi lakosoknak adta ki bérbe. A két világháború között magyar nyelvű római katolikus iskolája működött 1935-ig, amikor gyerekek hiányában bezárták. Római katolikus egyháza 1971 óta Brád filiája. 1953-ban az állam újra megnyitotta a településtől délkeletre található, már a rómaiak által is művelt Troița bányát, de a kitermelés csak 1960-ig zajlott. Azóta nem folyik aranybányászat Boicán.
1910-ben 1220 lakosából 714 volt román, 313 német és 191 magyar anyanyelvű; 684 ortodox és 480 római katolikus vallású.
2002-ben 466 lakosa közül 427 volt román, 10 magyar és 8 német nemzetiségű; 427 ortodox és 28 római katolikus vallású.

## Látnivalók
- Ortodox temploma 1727-ben épült, a barokk és a Brâncoveanu-stílus hatását is mutató ikonosztáza 1797-ből való.
- Római katolikus temploma 1786-ban, tornya 1798-ban épült.

## Híres emberek
- Itt született 1890. január 25-én Licker Oszkár magyar költő.
- Itt született 1926-ban Mircea Sântimbreanu gyermekíró.